# طواف كولومبيا 2013
طواف كولومبيا 2013 هو سباق دراجات هوائية أقيم بتاريخ 9 يونيو – 23 يونيو، تكون السباق من 14 مرحلة وامتدّ لمسافة 2142 كم، استغرق السباق 51 ساعة 36 دقيقة 18 ثانية. فاز به الإسباني أوسكار سبييا ريبيرا.

## الترتيب
| م                     | الدرّاج              | البلد   | الزمن                     |
| --------------------- | ------------------- | ------- | ------------------------- |
| الفائز بالترتيب العام | أوسكار سبييا ريبيرا | إسبانيا | 51 ساعة 36 دقيقة 18 ثانية |